# Karl Genzken
Karl Eduard August Hermann Genzken (Preetz, 8 juni 1885 - Hamburg, 10 oktober 1957) was een Duits nazi-arts. Genzken werd in het artsenproces tot levenslang veroordeeld. De straf werd op 31 januari 1951 omgezet in twintig jaar, op 1 april 1954 werd Genzken na negen jaar vrijgelaten. Genzken overleed ruim zes jaar later op 10 oktober 1957. De voormalige arts werd 72 jaar.

## Carrière
Genzken bekleedde verschillende rangen in zowel de Allgemeine-SS als Waffen-SS. De volgende tabel laat zien dat de bevorderingen niet synchroon liepen.
| Datums                                              | Kaiserliche Marine                                               | Sturmabteilung               | Allgemeine-SS          | Reichsmarine                | Waffen-SS                       |
| --------------------------------------------------- | ---------------------------------------------------------------- | ---------------------------- | ---------------------- | --------------------------- | ------------------------------- |
| 1 april 1906                                        | Einjährig-Freiwilliger (vrije vertaling: eenjarige vrijwilliger) | —                            | —                      | —                           | —                               |
| 4 augustus 1912                                     | Marineartz                                                       | —                            | —                      | —                           | —                               |
| 18 november 1912                                    | Marineassistenzartz                                              | —                            | —                      | —                           | —                               |
| 15 november 1913                                    | Marineoberassistenzartz                                          | —                            | —                      | —                           | —                               |
| 28 november 1919 (met Patent van 19 september 1919) | Marinestabsartz a.D.                                             | —                            | —                      | —                           | —                               |
| April 1930                                          | —                                                                | SA-Sanitäts-Standartenführer | —                      | —                           | —                               |
| 5 november 1933                                     | —                                                                | —                            | SS-Mann                | —                           | —                               |
| 18 oktober 1934                                     | —                                                                | —                            | —                      | Marinestabsartz der Reserve | —                               |
| 28 februari 1936                                    | —                                                                | —                            | SS-Sturmbannführer     | —                           | —                               |
| 20 april 1937                                       | —                                                                | —                            | SS-Obersturmbannführer | —                           | —                               |
| 12 september 1937                                   | —                                                                | —                            | SS-Standartenführer    | —                           | —                               |
| 20 april 1940                                       | —                                                                | —                            | SS-Oberführer          | —                           | —                               |
| 1 augustus 1941                                     | —                                                                | —                            | SS-Brigadeführer       | —                           | Generalmajor in de Waffen-SS    |
| 30 januari 1943                                     | —                                                                | —                            | SS-Gruppenführer       | —                           | Generalleutnant in de Waffen-SS |

## Lidmaatschapsnummers
- NSDAP-nr.: 39 913[12][13] (lid geworden 7 juli 1926[8][3])
- SS-nr.: 207 954 (lid geworden 5 november 1933[13][8][4])

## Onderscheidingen
Selectie:
- IJzeren Kruis 1914, 1e Klasse[12][13][1][14] en 2e Klasse[13][1][14]
- Herhalingsgesp bij IJzeren Kruis 1939, 1e Klasse[14] en 2e Klasse[14]
- Kruis voor Oorlogsverdienste, 1e Klasse[1][14]  en 2e Klasse[1][14]
- Ehrendegen des Reichsführers-SS[14][13][11]
- Gouden Ereteken van de NSDAP[1][14][13]
- Ereteken van het Duitse Rode Kruis[1]